# 1986 Голяма награда на Монако
1986 Голяма награда на Монако е 33-то за Голямата награда на Монако и четвърти кръг от сезон 1986 във Формула 1, провежда се на 11 май 1986 година по улиците на Монте Карло, Монако.

## Репортаж
Трасето от предната година е променено с нов, по-бавен шикан, за да намали скоростта на болидите. Единствената промяна в стартовия списък, е втората Лола с турбозадвижващия двигател на Форд на разположение за Патрик Тамбей.
Ален Прост с Макларън, взе пол-позицията с време 1:22.627, следван от Найджъл Менсъл с Уилямс, Аертон Сена с Лотус, Микеле Алборето с Ферари и Герхард Бергер с Бенетон. Пилотите допълващи топ 10 са Рикардо Патрезе с Брабам, Жак Лафит, Патрик Тамбей, Кеке Розберг и Мартин Брандъл. Двете Осели на Пиеркарло Гинзани и на Кристиан Данер, двете Минарди-та на Андреа де Чезарис и Алесандро Нанини, Хуб Ротенгатер със Закспийд и Джони Дъмфрийс с Лотус са пилотите които не успяха да се класират за състезанието.
Лафит не успя да потегли в загрявачната обиколка и трябваше да стартира в края на колоната. За разлика от предишните издания, този път нямаше инциденти при първия завой. Сена успя да мине пред Менсъл, след слабия старт отстрана на британеца, докато Розберг мина с четири позиции напред. Алън Джоунс имаше инцидент на завоя Табак заедно с Тирел-а на Филип Стрейф. Австралиецът не продължи надпреварата след само навършени две обиколки, докато Стрейф продължи надпреварата в дъното на колоната. След навършени осем обиколки класирането е Прост, Сена, Менсъл, Алборето, Розберг, Бергер, Патрезе, Брандъл, Тамбей и Нелсън Пикет.
Жак Лафит, който стартира надпреварата последен се намираше 14-и, докато съотборника му Рене Арну е 11-и. Лафит след това изпревари Ферари-то на Стефан Йохансон на завоя Разкас за 12-а позиция. Розберг и Алборето водеха битка за четвърта позиция преди финландеца да го изпревари в 16-а обиколка. Лижие-тата продължиха с изпреварванията като Арну изпревари Тирел-а на Мартин Брандъл и Лола-та на Тамбей като тримата пилоти са събрани в група заедно с Уилямс-а на Пикет и второто Лижие на Лафит. В 26-а обиколка Розберг изпревари и Найджъл Менсъл за третата позиция. Британецът спря в бокса за смяна на гуми, три обиколки по-късно и се озова зад Ферари-то на Алборето. Самото състезание за италианеца скоро е преустановено след повреда в турбото.
Сена излезе начело, след като предишния лидер Прост, спря за смяна на гуми. Французинът обаче си върна водачеството си в 41-вата обиколка, след като Аертон спря в бокса за нови гуми. Бразилецът излезе зад втория Макларън управляван от Розберг. Лафит изпревари Нелсън Пикет в 51-вата обиколка за шесто място. Прост увеличи преднината си на 13.5 секунди пред преследвачите си. Междувременно след като е изпреварен от Лафит, Пикет е изпреварен и от Брандъл и от Тамбей, преди да ги изпревари в 67-ата. Брандъл и Тамбей продължиха своята битка преди да бъдат въвлечени в инцидент, в който французина мина през Тирел-а на Мартин, преобръщайки се и удряйки мантинелата. Тамбей като по чудо оцеля без контузия. Самият Брандъл се прибра в бокса и не продължи надпревара, поради пораженията които получи.
Прост финишира пред съотборника си Розберг, за да донесат двойна победа за Макларън, както и трета поредна победа за французина по улиците на княжеството. Сена финишра зад Макларън-ите на около 50 секунди, следван от Менсъл, който е последния пилот финиширал с обиколката на победителя. Лижие-тата на Арну и Лафит завършиха пети и шести за да донесат три точки за Лижие.

## Резултати
| Поз | No | Пилот             | Конструктор            | Обиколки | Време/Отпадане | Място | Точки |
| --- | -- | ----------------- | ---------------------- | -------- | -------------- | ----- | ----- |
| 1   | 1  | Ален Прост        | Макларън-ТАГ-Порше     | 78       | 1:55:41.060    | 1     | 9     |
| 2   | 2  | Кеке Розберг      | Макларън-ТАГ-Порше     | 78       | + 25.022       | 9     | 6     |
| 3   | 12 | Айртон Сена       | Лотус-Рено             | 78       | + 53.646       | 3     | 4     |
| 4   | 5  | Найджъл Менсъл    | Уилямс-Хонда           | 78       | + 1:11.402     | 2     | 3     |
| 5   | 25 | Рене Арну         | Лижие-Рено             | 77       | + 1 Об.        | 12    | 2     |
| 6   | 26 | Жак Лафит         | Лижие-Рено             | 77       | + 1 Об.        | 7     | 1     |
| 7   | 6  | Нелсон Пикет      | Уилямс-Хонда           | 77       | + 1 Об.        | 11    |       |
| 8   | 18 | Тиери Бутсен      | Ероуз-БМВ              | 75       | + 3 Об.        | 14    |       |
| 9   | 17 | Марк Сюрер        | Ероуз-БМВ              | 75       | + 3 Об.        | 17    |       |
| 10  | 28 | Стефан Йохансон   | Ферари                 | 75       | + 3 Об.        | 15    |       |
| 11  | 4  | Филип Стрейф      | Тирел-Рено             | 74       | + 4 Об.        | 13    |       |
| 12  | 14 | Джонатан Палмър   | Закспийд               | 74       | + 4 Об.        | 19    |       |
| Отп | 3  | Мартин Брандъл    | Тирел-Рено             | 67       | Инцидент       | 10    |       |
| Отп | 16 | Патрик Тамбе      | Лола-Харт              | 67       | Инцидент       | 8     |       |
| Отп | 20 | Герхард Бергер    | Бенетон-БМВ            | 42       | Управление     | 5     |       |
| Отп | 7  | Рикардо Патрезе   | Брабам-БМВ             | 38       | Горивна помпа  | 6     |       |
| Отп | 27 | Микеле Алборето   | Ферари                 | 38       | Турбо          | 4     |       |
| Отп | 8  | Елио де Анджелис  | Брабам-БМВ             | 31       | Двигател       | 20    |       |
| Отп | 19 | Тео Фаби          | Бенетон-БМВ            | 17       | Спирачки       | 16    |       |
| Отп | 15 | Алън Джоунс       | Лола-Харт              | 2        | Инцидент       | 18    |       |
| НКв | 21 | Пиеркарло Гинзани | Осела-Алфа Ромео       |          |                |       |       |
| НКв | 11 | Джони Дъмфрийс    | Лотус-Рено             |          |                |       |       |
| НКв | 29 | Хуб Ротенгатер    | Закспийд               |          |                |       |       |
| НКв | 22 | Кристиан Данер    | Осела-Алфа Ромео       |          |                |       |       |
| НКв | 23 | Андреа де Чезарис | Минарди-Мотори Модерни |          |                |       |       |

## Класиране след състезанието
| Поз | Пилот          | Точки |
| --- | -------------- | ----- |
| 1   | Ален Прост     | 22    |
| 1   | Айртон Сена    | 19    |
| 3   | Нелсън Пикет   | 15    |
| 4   | Кеке Розберг   | 11    |
| 5   | Найджъл Менсъл | 9     |

| Поз | Конструктор  | Точки |
| --- | ------------ | ----- |
| 1   | Макларън-ТАГ | 33    |
| 2   | Уилямс-Хонда | 24    |
| 3   | Лотус-Рено   | 19    |
| 4   | Лижие-Рено   | 10    |
| 5   | Бенетон-БМВ  | 8     |